# 穴澤冴
穴澤 冴（あなざわ さえ、2000年8月8日 - ）は、日本の女子バスケットボール選手である。ポジションはセンター。WリーグのSMBC東京ソルーア所属。

## 来歴
神奈川県出身。
安城学園高校でウインターカップ準優勝と国体優勝を経験。
筑波大学進学後はインカレ3位を経験。
2023年1月、東京羽田ヴィッキーズにアーリーエントリーとして加入。
2025年、東京羽田を退団。Wリーグ新規参入のSMBC東京ソルーアに移籍。